# 利季日农村居民点
利季日农村居民点（俄语：Литижское сельское поселение）是俄罗斯联邦布良斯克州科马里奇区所属的一个农村居民点。其下辖有30个居民点，行政中心为利季日。据2015年统计，该农村居民点的人口为1290人。